# Liez, Vendée

Liez este o comună în departamentul Vendée, Franța. În 2009 avea o populație de 271 de locuitori.